# پیتر موفت
پیتر موفت (انگلیسی: Peter Moffat) نمایشنامه‌نویس، فیلم‌نامه‌نویس و تهیه‌کنندهٔ اجرایی اهل بریتانیا است.
از فیلم‌ها یا مجموعه‌های تلویزیونی که وی در آن‌ها نقش داشته‌است، می‌توان به هاوکینگ و آن شب اشاره نمود.